# イオン西新店
イオン西新店（イオンにしじんてん）は福岡県福岡市早良区西新に存在した大型商業施設（ショッピングセンター）である。ダイエー時代の店番号は0375。

## 概要

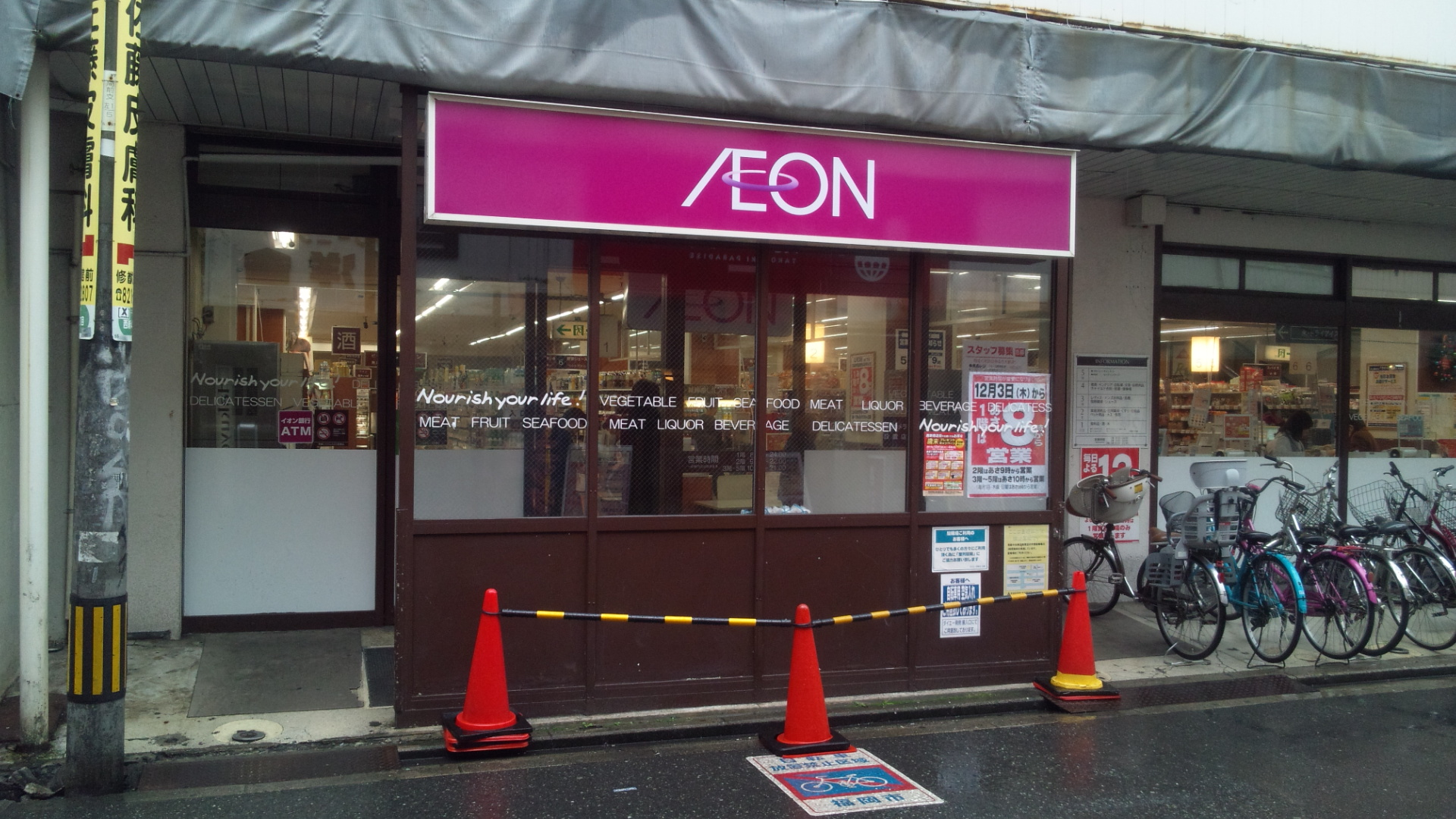
イオン西新店　店舗入口 （2015年12月2日撮影）
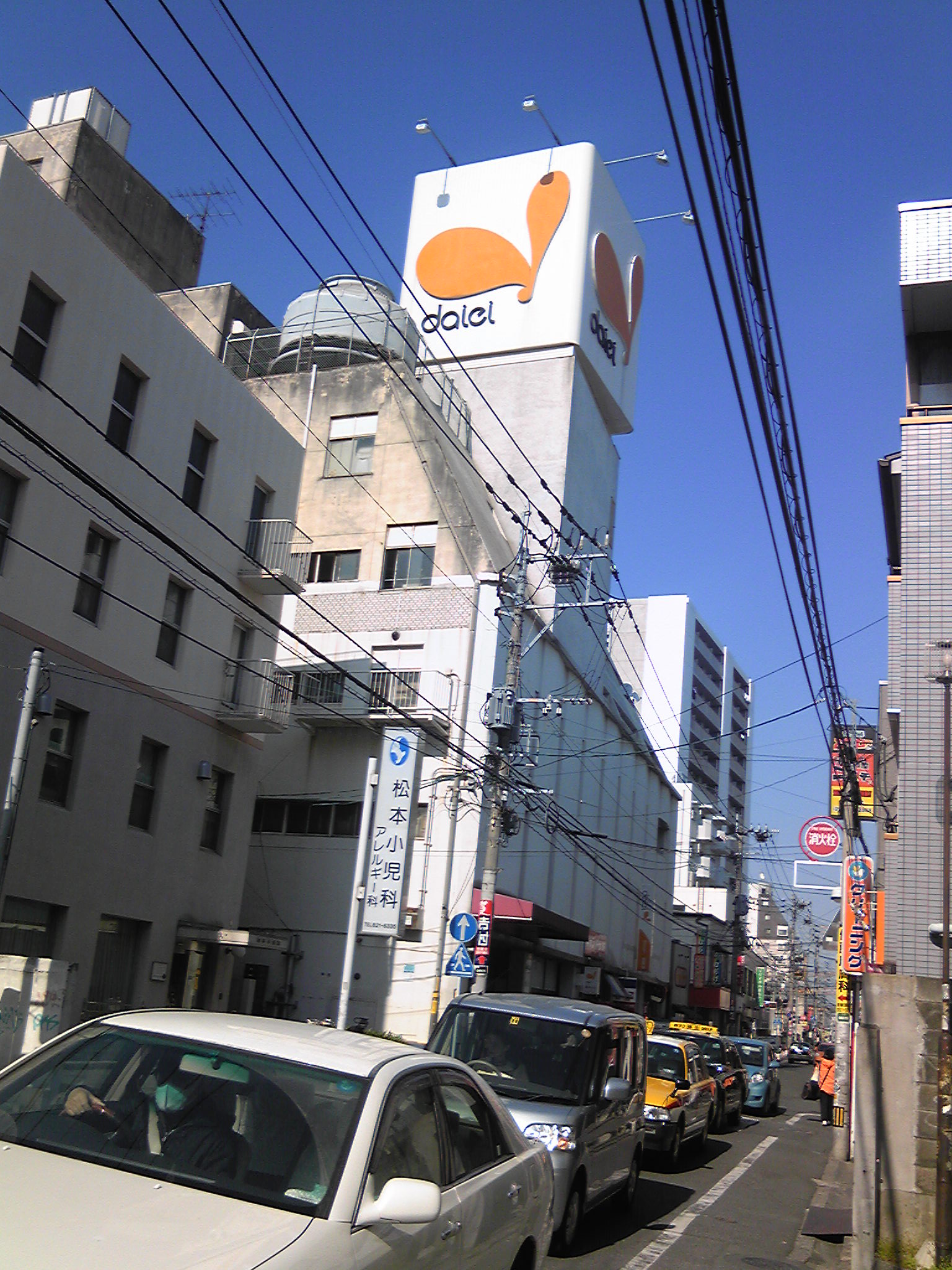
ダイエー時代の店舗外観 （2011年4月13日撮影）
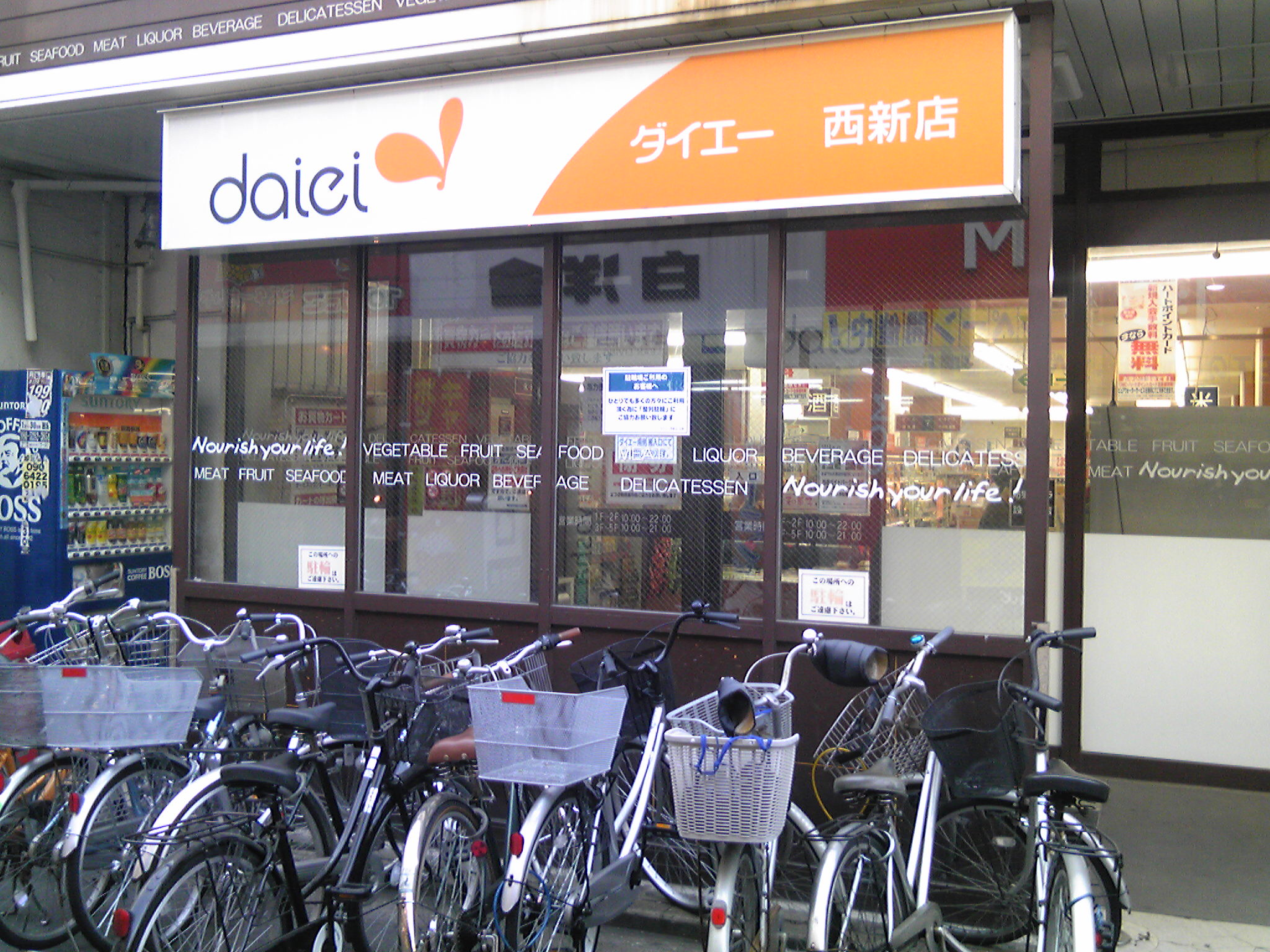
ダイエー時代の店舗入口 （2011年4月13日撮影）

福岡市の副都心、西新地区にある大型商業施設である。
当店の前身は、1958年9月に開店した丸栄西新店。その後、1967年に5階建てに改築し、ユニード西新店（自治体への届出上の正式名称は西新ショッピングバザール）となった。
近隣には、西新店の住関連商品部門と思われるショッピングバザール西新ハウジングが併設されていたが後に閉店し現存しない。
その後、都心の高層階店舗で駐車場がないことから1986年10月頃にトポスへ業態転換しダイエー系列としてトポス西新店となる。当時、福岡市で数少ないディスカウントストアとして定着した。
1987年には、ユニードがダイエーに当店を売却し、当店を営業をするというリースバック方式をとっていたが利幅が薄い為、ユニードにとっては負担が大きかった。その為、合理化政策の一環で同年3月にはダイエーに当店の営業権を譲った。ユニードが直営店をダイエーに移管するのはこれが初めてであった。そのため、他のユニード店舗とは異なり、この時点で店番号が付与された。
その後、1990年代に入るとダイエーの業績が悪化。2005年には産業再生機構の支援を受けることとなった。その際、店舗ブランドを整理することとなり、2006年にダイエー西新店となる。
2013年にダイエーがイオンの連結子会社となったため、当店が九州のイオン系列の最古参店舗となった。
2015年9月1日にイオン九州に同店の営業権が承継されイオン西新店となったが、最古参が故の建物の老朽化を理由に2016年5月31日をもって閉店した。同年7月から当店の解体工事を始め、2018年1月までには終える予定であった。なお、ダイエーからイオングループに承継された店舗で閉店となるのは当店が初となる。ダイエーからの引継ぎの時点で、当店を調査したイオン九州は改装よりも建て替えの方がコストがかからないとの見解であったとされるが、2月23日の閉店発表時点では、跡地について建て替え・業態変更など、自社利用も含めて検討中としていた。
その後跡地を西日本鉄道が取得し、有料老人ホーム「サンカルナ西新」の建築を着工開始。2021年6月22日に開業している。1階にはイオン九州が5年ぶりにマックスバリュエクスプレス西新店として同年4月20日に再出店した。
イオン九州における最古参店舗は、西新店閉店以後は銅座店であったが、その銅座店も2017年2月28日に閉店したためそれ以降はショッパーズ福岡店（天神）となっている（銅座店・ショッパーズ福岡店共に当店舗と同じく旧ダイエー店舗である）。

## フロア構成
| 階 | フロア概要                                                         |
| -- | ------------------------------------------------------------------ |
| 5F | 専門店                                                             |
| 4F | 寝具・インテリア・自転車・文具・収納用品                           |
| 3F | 衣料品・肌着・服飾雑貨・シューズ                                   |
| 2F | 家庭消耗品・日用雑貨・ペット・園芸・化粧品・医薬品                 |
| 1F | 食料品・米・酒・靴修理・合鍵・写真現像・キャッシュコーナー・宝くじ |

## テナント
出店全店舗一覧は公式サイト「フロアガイド」を参照。

## かつて存在していた主なテナント
- ドムドムハンバーガー
- らんらんらんど